# Gehofen
Gehofen é um município da Alemanha localizado no distrito de Kyffhäuserkreis, estado da Turíngia.  Pertence ao Verwaltungsgemeinschaft de Mittelzentrum Artern.